# خلنج عامودي
خلنج عامودي (الاسم العلمي:Erica fastigiata) هو نوع من النباتات يتبع جنس الخلنج من الفصيلة الخلنجية.